# Nicolas-Gabriel Le Clerc
Nicolas-Gabriel Le Clerc auch Nicolas-Gabriel Clerc (* 6. Oktober 1726 in Baume-les-Dames (Franche-Comté); † 30. Dezember 1798 Versailles) war ein französischer Arzt, Historiker und Freund der Aufklärung.

## Leben und Wirken
Er entstammte einer Familie von Ärzten.
Er wurde nach seiner medizinischen Ausbildung zunächst erster Arzt, premier médecin des armées du roi in der Armee des Niederrheins, armée du Bas-Rhin in Deutschland im Jahre 1757 in dieser Funktion versuchte er die Missstände, die er in der Verwaltung der Militärkrankenhäusern vorfand, zu verbessern.
Im Jahr 1759 ging er auf Wunsch der Zarin Elisabeth I. und mit Zustimmung seines Königs Ludwig XV. nach Russland. General Kirill Rasumowski wählte ihn zum Truppenarzt und nahm ihn auf seine Reisen die beide unter anderem an die großen Höfen Europas führte mit. Er lebte und wirkte fast ein ganzes Jahr in Hetmanat. Im Jahre 1762 geht er wieder nach Frankreich zurück und wird Leibarzt de Philippe II. de Bourbon.
Dann im Jahre 1769 kehrte er nach Russland zurück. Mit dem Titel eines Chefarztes des Großherzogs und Direktor kaiserlichen Kadettenkorps praktizierte er als Arzt weiter. Während dieser zweiten Reise sammelte er die Materialien für eine Geschichte dieses russischen Reiches und kehrte im Jahre 1777 mit vielen Notizen und Karten nach Frankreich zurück.
Er korrespondierte mit dem Philosophen Denis Diderot und dem niederländischen Verleger Marc-Michel Rey.
In Versailles, wo er im Alter von dreiundsiebzig Jahren 1798 verstarb, fand er seine letzte Ruhestätte. Er war Ehrenmitglied in der Kaiserlichen Russischen Akademie der Wissenschaften in Sankt Petersburg und Mitglied der Akademien in Besançon und Rouen.

## Werke (Auswahl)
- Mémoire sur la goutte (1751)
- Moyen de prévenir la contagion et d’y remédier. (in Moskau unter dem Titel Histoire des maladies épidémiques qui ont régné en Ukraineerschienen) (1760)
- Essai sur les maladies contagieuses du bétail, avec les moyens de les prévenir & d’y remédier efficacement. N.-M. Tilliard, Paris (1766 bzw. 1769)
- Histoire naturelle de l’homme, considéré dans l’état de maladie, ou la Médecine rappelée à sa première simplicité. Paris (1767)
- De la contagion, de sa nature, de ses effets, de ses progrès, et des moyens les plus sûrs pour la prévenir et pour y remédier. Sankt Petersburg (1771)
- Art de débuter dans le monde avec succès. (1774)
- Éducation morale et physique des deux sexes, pour les rendre aussi utiles aux autres qu’à eux-mêmes. Besançon (1777)
- La boussole morale et politique des hommes et des empires, dédiée aux nations, „Boston“ (Neuchatel), 1779
- Histoire de la Russie ancienne et moderne. Paris (1783 bis 1794)